# Shannonomyia (Shannonomyia) sparsipunctata
Shannonomyia (Shannonomyia) sparsipunctata is een tweevleugelige uit de familie steltmuggen (Limoniidae). De soort komt voor in het Neotropisch gebied.